# Santa Rita do Pardo

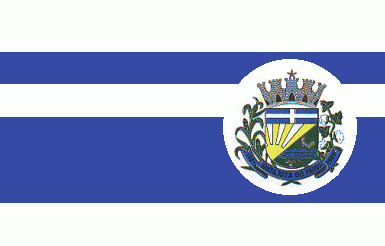
Bandera del municipio de Mato Grosso do Sul, Santa Rita do Pardo

Santa Rita do Pardo es un municipio brasileño ubicado en el oeste del estado de Mato Grosso do Sul, fue fundado el 18 de diciembre de 1987.
Situado a una altitud de 360 m s. n. m., su población según los datos del IBGE es de 7.454 habitantes, posee una superficie de 6.141 km², dista de 211 km de la capital estatal Campo Grande.
Limita al este con el estado de Goiás, al norte con el municipio de Brasilândia, al oeste con Ribas do Rio Pardo y por el sur con Bataguassu.